# Fantasy (album av Lena Philipsson)
Fantasy är det femte studioalbumet från 1993 av den svenska popsångerskan Lena Philipsson.

## Låtlista
1. "Sensuality" - 3:54
2. "Fantasy" - 4:18
3. "Baby Baby Love" - 4:33
4. "I'll Be With You" - 4:55
5. "Love Is Just a Game" - 4:16
6. "Take My Breath Away" - 3:59
7. "Take Heart" - 4:11
8. "For the Love of You" - 5:09
9. "Give Me Your Love" - 3:40
10. "Make It Right" - 5:21